# 1952年ヘルシンキオリンピックのイタリア選手団
1952年ヘルシンキオリンピックのイタリア選手団（1952ねんヘルシンキオリンピックのイタリアせんしゅだん）は、1952年7月19日から8月3日にかけてフィンランドの首都ヘルシンキで開催された1952年ヘルシンキオリンピックのイタリア選手団、およびその競技結果。

## 概要
今大会は金メダル8個、銀メダル9個、銅メダル4個の合計21個のメダルを獲得した。

## メダル
| メダル | 選手名                                                                          | 競技   | 種目                      |
| ------ | ------------------------------------------------------------------------------- | ------ | ------------------------- |
| 金     | ジュゼッペ・ドルドーニ                                                          | 陸上   | 男子50km競歩              |
| 金     | エンツォ・サッキ                                                                | 自転車 | 男子スプリント            |
| 金     | マリーノ・モレッティーニ ロリス・カンパーナ ミーノ・デ・ロッシ ギド・メッシーナ | 自転車 | 男子4000m団体追い抜き     |
| 銀     | アドルフォ・コンソリーニ                                                        | 陸上   | 男子円盤投                |
| 銀     | ディーノ・ブルーニ ヴィンチェンツォ・ズッコネッリ ジャンニ・ギディーニ          | 自転車 | 男子団体ロードレース      |
| 銀     | ラッセル・モックリッジ                                                          | 自転車 | 男子1000mタイムトライアル |
| 銅     | アントニオ・マスペス チェザーレ・ピナレッロ                                     | 自転車 | 男子タンデムスプリント    |